# Dub v Čečíně
Dub v Čečíně je památný strom dub letní (Quercus robur) v Čečíně, části města Bělá nad Radbuzou v okrese Domažlice v Plzeňském kraji. Roste v nadmořské výšce 475 m u návsi při silnici do Černé Hory.
Obvod kmene měří 407 cm, mohutná rozložitá koruna sahá do výšky 19 m (měření 2011). Dub je chráněn od roku 2011 jako krajinná dominanta, esteticky zajímavý strom s významným habitem.

## Stromy v okolí
- Ořešák v Doubravce
- Lípa v Bystřici u Bělé nad Radbuzou